# نگارگری ارمنی

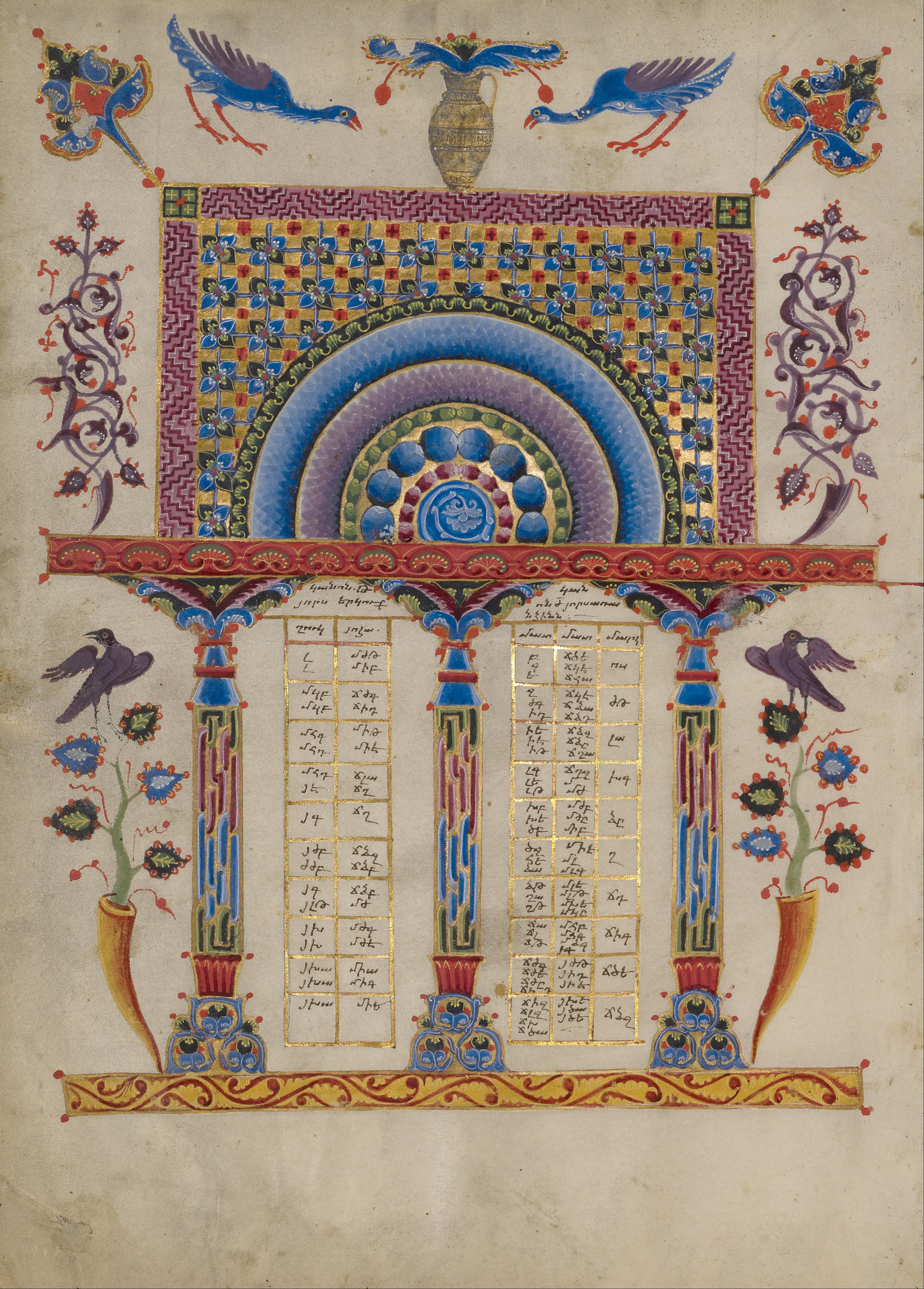
«خوران» اثر توروس روسلین

نگارگری ارمنی یا تذهیب (مینیاتور ارمنی) پس از ابداع الفبای ارمنی با تغییر و تحولات عظیمی همراه شد و هم‌زمان با ترجمهٔ کتاب‌های مختلف و تکثیر آنها، شیوهٔ نوینی از تزیین متون با بهره‌گیری از مینیاتور وارد هنر کتابت ارمنی شد و مکاتبی در حوزهٔ نقاشی مینیاتور ارمنی پدید آمد؛ اگرچه از همان سال‌های نخست پذیرش مسیحیت هنر نقاشی و تزیین کتب، متأثر از سرزمین‌های هم جوار، توسط کاتبان ارمنی در نگارش و تدوین متون خطی به کار می‌رفت.
نخستین نمونه‌های آثار بجا مانده مربوط به دوران طلایی هنر و ادبیات ارمنی بوده و تاریخ آن به سده ۵ میلادی بازمی‌گردد. اولین نسخ دستنوشته به دلیل تزیینات با شکوه خود در هنر ارمنی اهمیت و جایگاه خاصی می‌یابند و قدرت جهانشمولی زبان هنری را بر بینندگان می‌نمایانند. برجسته‌ترین هنرمند مینیاتور ارمنی توروس روسلین در سده ۱۳ زیسته است.
موزه ماتناداران در شهر ایروان بزرگترین گنجینهٔ نسخ دستنوشته ارمنی می‌باشد. از جمله انجیل‌های مزین به مینیاتور موجود در آن می‌توان به انجیل موقنی (سال ۱۰۳۸ میلادی) و انجیل اچمیادزین (سال ۹۸۹ میلادی) اشاره کرد. دومین مجموعه نسخ خطی از لحاظ تعداد در کتابخانهٔ اسقف نشینی ارمنیان در اورشلیم واقع است. سایر مجموعه‌ها در کتابخانه‌های لندن و آکسفورد، کتابخانه ملی فرانسه، کتابخانه انجمن مخیتاریان در ونیز و همچنین مجموعه‌های موجود در آمریکا موجود می‌باشند. دانشگاه کالیفرنیا، لس‌آنجلس دارای یکی از بزرگترین کتب دست نوشته مربوط به سده ۱۴ می‌باشد که یکی از بزرگترین نمونهٔ آن در جهان نیز محسوب می‌شود. همچنین می‌توان به «انجیل گلادزور» در این مجموعه اشاره کرد. انجیل گلادزور یکی از شاهکارهای نسخ دستنوشته ارمنی محسوب می‌شود که توسط راهبان مدرسه دینی گلادزور متون دینی انجیلهای چهارگانه نوشته شده و با چرخه استادانه‌ای از مینیاتورهای پیچیده و درخشان مزین گشته است و در آن ده‌ها صحنه زندگی مسیح نگارگری شده‌است. پس از آنکه این شاهکار با ارزش بارها در دوران مختلفی از تاریخ به مالکیت تجار و شاهزادگان درآمده‌است در مجموعه اختصاصی کتابخانه کالیفرنیا جای گرفته‌است.

## تاریخ
نسخه‌های مینیاتور ارمنی به دو دسته تقسیم می‌شود:
- آثاری که به فرمان پادشاهان و مقامات کشوری، لشکری و حمایت مالی آن‌ها خلق شده‌اند.
- آثار مستقل هنرمندان این عرصه هستند که با وجود کمبود امکانات مادی بدان جهت که زمینهٔ پردازش ذهنیت آزاد هنرمند فراهم بوده‌است خلاقیت و ظهور شیوه‌ها و سبک‌های نوین را سبب شده‌است.

آثار مینیاتور ارمنی بیشتر به منظور تزیین و تفسیر تصویری متون دینی استفاده می‌شدند. از این رو، بسیاری از این مینیاتورها در قالب انجیل، کتاب مقدس و چند نسخهٔ انگشت شمار نیز در مجموعه‌هایی از کتب «جاشوتس» [Jashots] (در اصطلاح، به معنی کتابی است که به هنگام ظهر قرائت می‌شود و شامل دعاهای روزانهٔ کلیسای سنتی ارمنی است) و «شاراکان» (مجموعهٔ سرودهای مذهبی کلیسای سنتی ارمنی) متعلق به کلیسای سنتی ارمنستان موجود می‌باشند. افزون بر کتاب‌های دینی تعداد انگشت شماری نسخه‌های خطی با موضوعات دیگری همچون تاریخ، طب، ستاره‌شناسی و فلسفه نیز وجود دارند که از هنر مینیاتور به منظور تفسیر و توضیح دقیق تر مباحث علمی موجود در متن آن‌ها استفاده شده‌است.
موضوع و عنصر اصلی به کار رفته در تزیینات، گیاهان و گل‌ها بودند که با شکل خاصی در حاشیهٔ صفحات ترسیم می‌شدند. هنرمند در طی تزییناتی از این دست، با توجه به ابعاد صفحات و نقاط خالی، اشکال مختلفی از گیاهان را ترسیم می‌کرد. گاهی تصاویر حیوانات و پرندگان نیز به منظور تکمیل و زیبایی هرچه بیشتر این تزیینات استفاده می‌شد که با گذشت زمان تعدد و تنوع به وجود آمده در آن‌ها منتج به ظهور شیوه و سبک‌های مختلفی در عرصهٔ هنر مینیاتور ارمنی گردید. از سبک‌های رایج می‌توان به استفاده از تصاویر حیوانات در تزیینات بخش مدخل، عنوان فصل‌های متن یا باب‌های انجیل اشاره کرد. استفاده از تصاویر جانداران اساطیری که در تزیین، زیبایی و برجستگی هرچه بیشتر حروف به کار می‌رفت و نقاش مینیاتور از آن‌ها به منزلهٔ نمادی برای تفسیر مفاهیمی چون تداوم حیات، مرگ، زندگی ابدی و رستاخیز بهره می‌گرفت. از سدهٔ دوازدهم میلادی به بعد استفاده از کاغذ در کنار چرم و پوست حیوانات در فن کتابت و هنر نقاشی رواج بیشتری یافت. در سدهٔ سیزدهم میلادی در روند تهیهٔ کاغذ تحولاتی به وجود آمد و نوعی کاغذ طلایی رنگ تهیه شد که هنرمندان سرشناس این دوره از آن برای خلق آثاری که از سوی پادشاهان و اشراف سفارش داده می‌شد استفاده می‌کردند.

## نسخه‌های مینیاتور ارمنی
- خوران، مفهومی مذهبی را ارائه می‌داد، نمادی از محراب کلیسا بود که در قالب چهارچوبی هلالی بر پایهٔ چند ستون اغلب به منظور درج اسامی، اعداد و تاریخ‌ها ترسیم می‌شد. تعداد خوران‌های به کار رفته در متن‌ها متغیر بود و تزیین جوانب اعداد و کلمات مندرج در این خوران‌ها به روش‌های مختلفی صورت می‌گرفت.
- انجیل اچمیادزین، ۹۸۹ میلادی
- نسخهٔ دوم انجیل اچمیادزین، متعلق به سدهٔ دهم میلادی
- انجیل، ۱۰۳۸ میلادی
- انجیل موقنی، سده ۱۱ میلادی
- انجیل، متعلق به ۱۰۶۶ میلادی
- فغان نامهٔ گریگور نارکاتسی، ۱۱۷۳ میلادی
- انجیل، نیمهٔ دوم سدهٔ دوازدهم میلادی
- مشو جارنتیر، (مشو منتسب به موش از شهرهای ارمنستان غربی است) ۱۲۰۴ میلادی
- انجیل هاقبات، (از مهم‌ترین مراکز مذهبی، علمی و هنری ارمنیان در سده‌های میانه) ۱۲۱۱ میلادی
- انجیل تارگمانچاتس، ۱۲۳۲ میلادی
- جاشوتس، ۱۲۸۶ میلادی
- انجیل، ۱۲۸۷ میلادی
- انجیل هشت نقاش، اواخر سدهٔ سیزدهم میلادی

مطالعهٔ محققان آشکار ساخته که تزیینات این نسخهٔ خطی در مقاطع زمانی مختلف و به دست هنرمندان متعددی صورت گرفته‌است. با توجه به نحوهٔ استفاده از قلم مو و سبک موجود در مینیاتورها وجود هشت هنرمند نقاش در جریان تزیین این متن محرز شده، از این رو، این نسخهٔ خطی به انجیل هشت نقاش شهرت دارد.
- انجیل، ۱۳۰۴ میلادی
- انجیل، ۱۳۲۳ میلادی
- انجیل، ۱۳۳۲ میلادی
- انجیل، ۱۳۹۷ میلادی
- انجیل، کتابت ۱۲۹۷ میلادی، تزیین اواخر سدهٔ چهاردهم میلادی
- انجیل، ۱۵۸۵ میلادی
- انجیل، ۱۶۱۰ میلادی

## طومار دعا
«طومار دعای ارمنی» یکی از انواع هنر نگارگری ارمنی می‌باشد که بر اساس شیوه سنتی، به‌طور معمول در بر گیرنده شمایل نگاری، نقل قول‌ها و تعالیم کتاب مقدس بوده و در اندازه‌های کوچک قابل حمل، برای استفاد شخصی به عنوان گنجینهٔ مذهبی از آن استفاده می‌شده است. طومارهای دعا شامل شمایل‌های قدیسین کتاب مقدس از جمله مرقس، لوقا و یوحنا بوده و نیز قطعه‌هایی که در آن وقایع مهم زندگی مسیح به تصویر کشیده شده‌است. برای ارمنیان این طومارها همچنین می‌توانست تصویرسازیهایی مربوط به تاریخ کشور و کلیسای ارمنستان باشد. مانند تصویر گریگور روشنگر که آیین مسیحیت را در سده چهارم به ارمنستان آورد یا تصویر نرسس چهارم شنورهالی که در رشد مسیحیت در سده ۱۲ میلادی و ایجاد علوم دینی مربوط به ستایش تمثال‌های دینی در کلیسای ارمنی نقش مهمی داشته‌است. بر طبق سنن نسخ دستنوشته ارمنی طومارهای دعا بر روی پوست گوساله ترسیم می‌شدند. این طومارهای دعا به منظور محافظت صاحبان آن و اهداف برآورده شدن نیازها و دعاهای اعضای خانواده بکار برده می‌شدند. این رول‌های دعا عرضی باریک داشتند و شامل قطعه‌هایی بودند که تصاویری مرتبط با متون مذهبی آن داشت. رولها به‌طور معمول بسیار طویل بودند هرچند اندازه مشخصی را نمی‌توان قایل شد و بسته به تعداد قطعه‌هایی بود که در آن نوشته می‌شد. صاحبان این صنایع مذهبی در هنگام حمل آن، پوسته را محکم می‌پیچاندند تا از آن محافظت کنند. از آنجایی که این طومارها بسیار گران‌قیمت بودند محافظت آن در برابر سارقان بسیار مهم بود. ارمنیان دیندار تمامی نسخ دستنوشته و دیگر آثار هنر کلیسایی را با احترام زیادی نگهداری می‌کردند چرا که کلیسا و تعالیم کلیسایی بخش مهمی از زندگی مردمان در ارمنستان قرون وسطی بود و کلیسا تمامی نیازهای روحی، اجتماعی و اخلاقی آنان را تأمین می‌کرد.

## تکنیک‌ها و مکاتب
علی رغم تمامی تعرضات و تاخت و تازهایی که در طول تاریخ کشور ارمنستان را درنوردیده و نسل‌کشی و آوارگی و تشکیل جماعت ارمنیان پراکنده در سده‌های اخیر امروزه حدود ۳۱۰۰۰ نسخ دستنوشته ارمنی و کتب مینیاتور ارمنی محفوظ مانده‌است. نسخ دستنوشته ارمنی بیشتر آموزه‌های دینی داشته و این کتب انجیل مقدس در طول تاریخ به پیاپی در میان خانواده‌ها دست به دست گشته و به ما رسیده‌اند. این گنجینه‌های تاریخی بسیار ارزشمند بوده‌اند تا آنجاییکه فروش یا آسیب رساندن به آن یا به دست دشمنان سپردن گناه محسوب می‌شده است. بیشتر این آثار توسط راهبانی که در دیرها می‌زیسته‌اند نوشته و نقاشی شده‌است. اکثر این نسخ بسیار استادانه و با رنگهای درخشان کار شده‌اند و دارای پوششی طلاکاری شده هستند. نوع دیگر این دستنوشته‌ها فاقد تزیینات غیرضروری و رنگهای پس زمینه هستند و با رنگهای شفافتر و مهارت هنری کمتری تزیین یافته‌اند.
کتب دستنوشته با تصاویر موجودات خیالی و پرندگان مزین شده‌اند که برای گیرایی بیشتر نسخ، حروف اول بخش‌های کتاب را شکل می‌دهند و از سویی با زیبایی خیره‌کننده خود روح و ذهن را طراوتی تازه می‌بخشند. این حروف تزیین شدهٔ با شکوه متأثر از حروف یرکاتاگیر حروف سنگنبشته ارمنی است که شیوه نوشتاری رایج سده‌های ۵–۱۳ میلادی بوده‌است. همچنین این نسخ دست نوشته با نوعی حروف زیبای خوشنویسی به نام نترگیر که فرم نوشتاری گرد است و به منظور نوشتن شناسه کتب و حروف کوچک سرفصل‌ها (بخش‌هایی که با جوهر قرمز برای جلب توجه بیشتر بکار برده می‌شد) نوشته می‌شدند. فصول کتاب با رنگ مشکی نگاشته می‌شدند که نماد گناه نخستین می‌باشد در حالی که فضای سفید کاغذ نماد پاکی تولد مسیح می‌باشد. شناسه یا آرم کتب که با رنگ قرمز به‌طور معمول در بالا یا پایین کاغذ نوشته می‌شد اطلاعاتی دربارهٔ نسخ دستنوشته از جمله حامیان و هنرمندان اثر، تاریخ، مکان، تاریخ نوشتاری و اینکه آن برای چه منظور و چه کسانی نوشته شده یا نقاشی شده را نمایان می‌سازد. داشتن یک نسخه دستنوشته دارای اهمیتی زیاد بود تا آنجا که مالک کتاب نام خود را بر روی آن می‌نوشت و اگر مالکان متعددی داشت چندین امضا را شامل می‌شد.
از مراکز مهم هنر مینیاتور ارمنی که در نواحی مختلف ارمنستان فعالیت داشتند می‌توان به مکاتب شهرهای آنی-هاقپات، گلادزور ،تاتو، ارزنجان ،کریمه اشاره کرد. در هنر نگارگری ارمنی مکتب کیلیکیه جایگاه خاصی خود را دارد. از هنرمندان معروف آن می‌توان در روم‌قلعه به توروس روسلین و وارطان (سده ۱۳)، در صومعه درازارک به گریگور و دیگران (سده ۱۳)، در سیس به سارگیس پیتساک، گریگور پیتساک و آواک (سده ۱۴) اشاره کرد.

## مینیاتور در ایران
استقلال مذهبی و اداری باعث شد تا جلفای نو تبدیل به مرکز فرهنگی ارمنی‌های ایران گردد. در جامعه ارمنی ایران، هنر نقاشی و به خصوص هنر مینیاتور (سبک مینیاتور ارمنی)، که ارمنیان سنت دیرینه آن را از زادگاه‌شان به سرزمین ایران آورده بودند اهمیت بسزایی داشت. در دوران قاجار ارتباط هنرمندان ایران با هنرمندان اروپایی گسترده گشت. نمونه‌های دیگری از هنر نقاشی ارمنی را می‌توان در کلیساهایی که از آن دوران به یادگار مانده یافت که شمایل‌های عیسی مسیح و مریم مقدس و تذهیب کتاب‌های ارمنی نیز از آن جمله هستند.
یکی از برجسته‌ترین نقاشان جلفا، «میناس زاغگوق» (سده یازدهم/ هفدهم) بود که پس از فراگرفتن نقاشی نزد استادان فرنگی در حلب، به ایران آمد و در زمینه‌های مختلف، از نگارگری (مینیاتور) تا نقاشی دیواری، به فعالیت پرداخت. از جمله کارهای او نقاشی‌های نمازخانه «یمانیان جلفا»، «نقاشی‌های دیواری عمارتهای شاه‌عباس و شاه صفوی و خانه‌های برخی تاجران ارمنی» بود. از دیگر نقاشان بزرگ جلفا، (مالام، واران، مراوجان و به‌ویژه هووهانِس مِرکوز و تانْری وِران مشهور به بگُدْان سلطانوف بودند)
از معروفترین هنرمندان مینیاتور ارمنی ایران می‌توان به:کلارا آبکار، هاکوپ هوناتانیان، هراچ کاراپتیان و یسایی شاجانیان را نام برد.

## نگارخانه

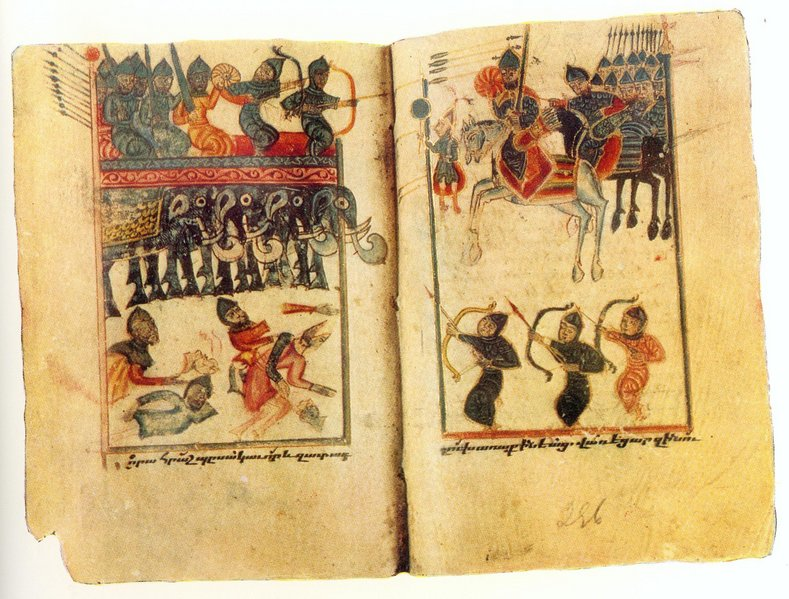
نگارگری ارمنی سدهٔ پانزدهمی که نبرد آوارایر را نشان می‌دهد
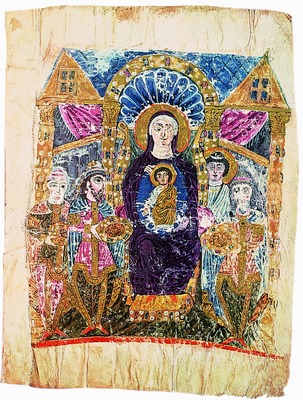
انجیل اچمیادزین سده ۶-۷ میلادی
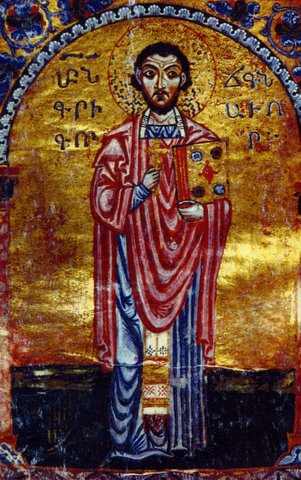
گریگور نارکاتسی
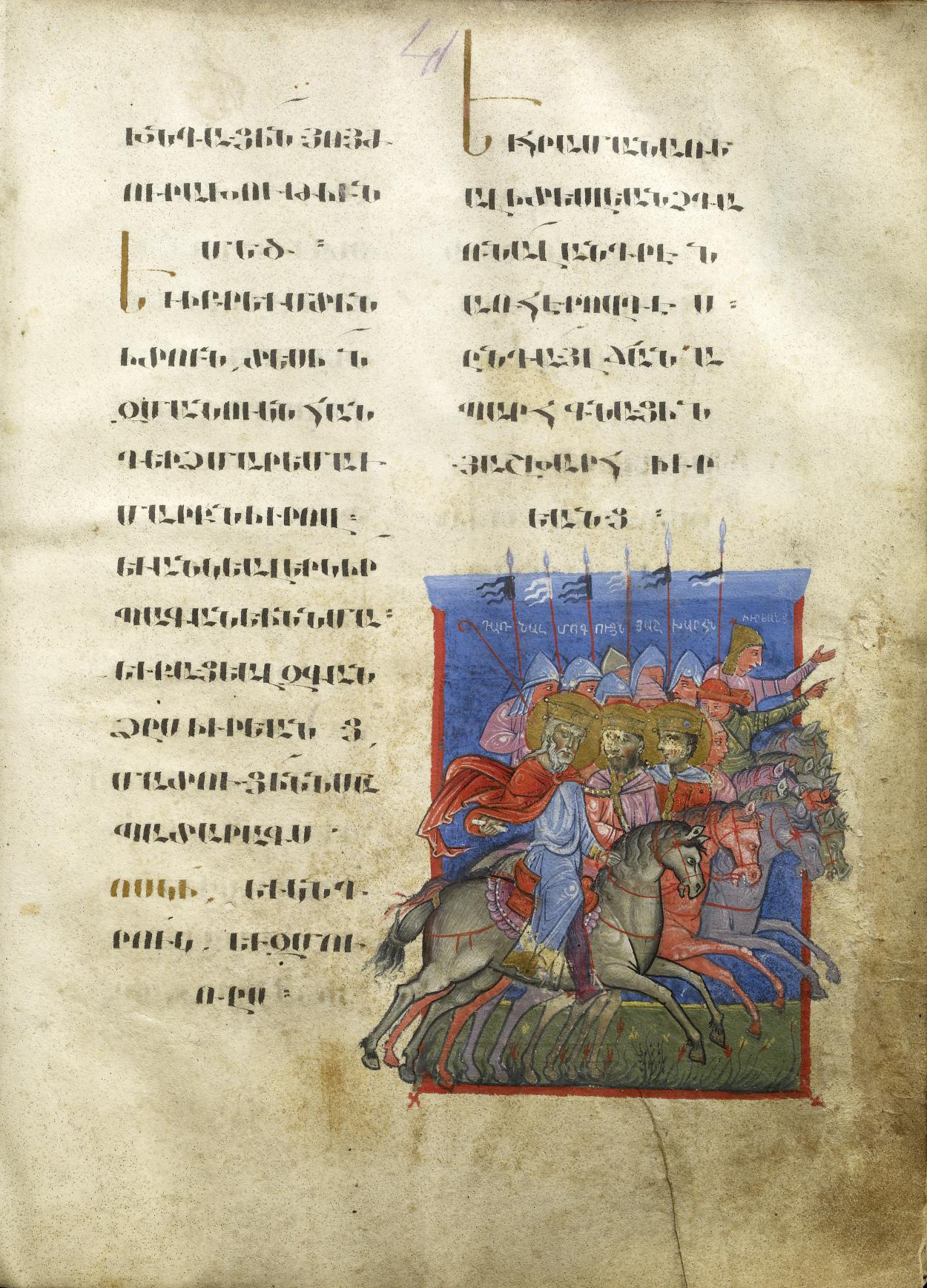
بازگشت از مغ اثر توروس روسلین ۱۲۶۲ میلادی
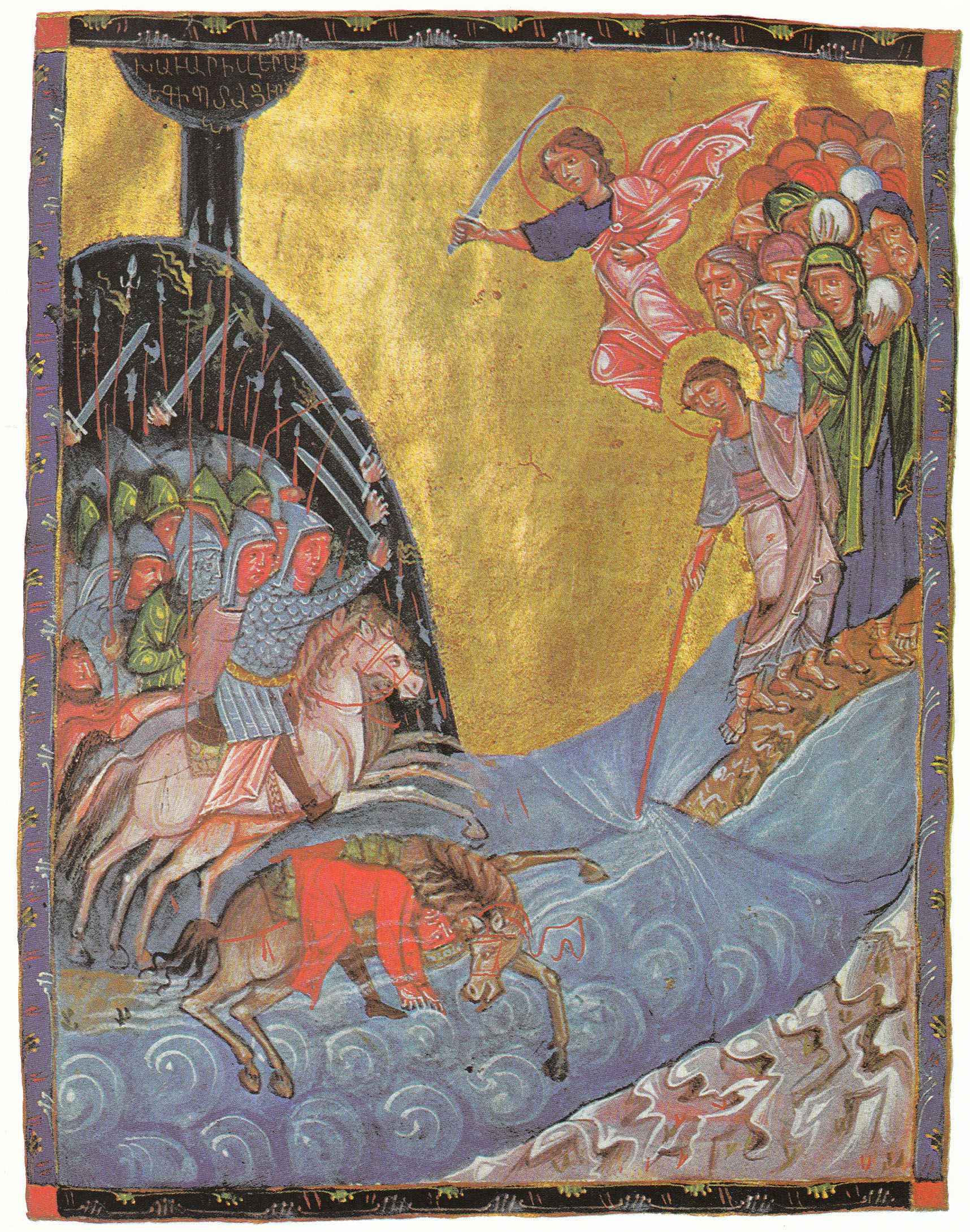
عبور از دریای سرخ ۱۲۶۶ میلادی
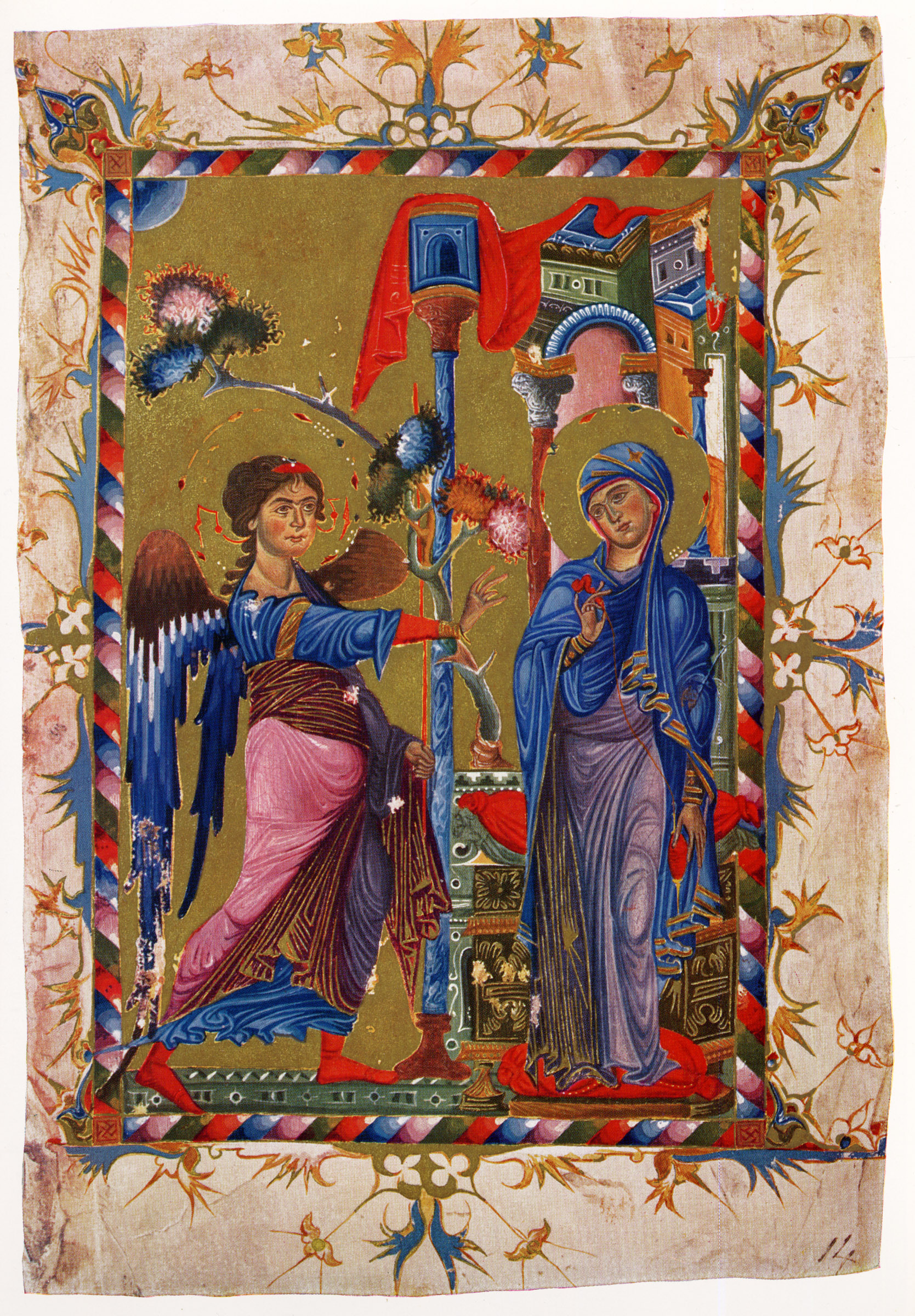
انجیل سده ۱۳ میلادی
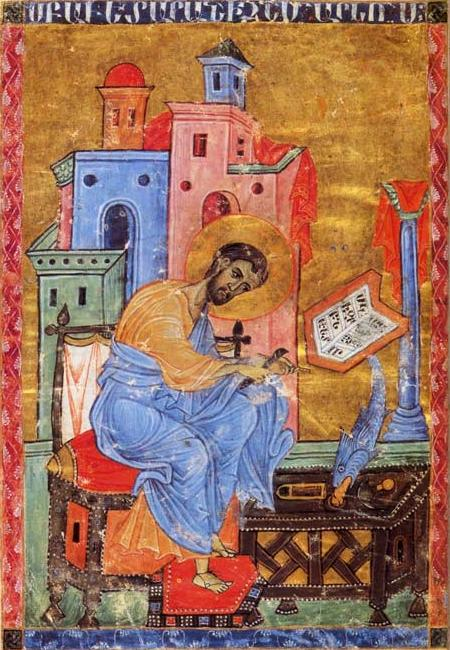
انجیل سمبات سده ۱۳ میلادی
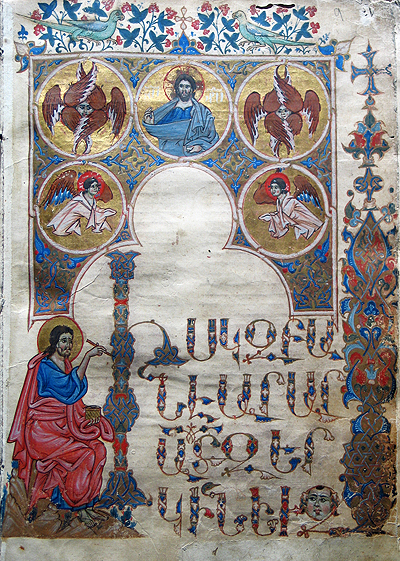
انجیل سده ۱۳ میلادی
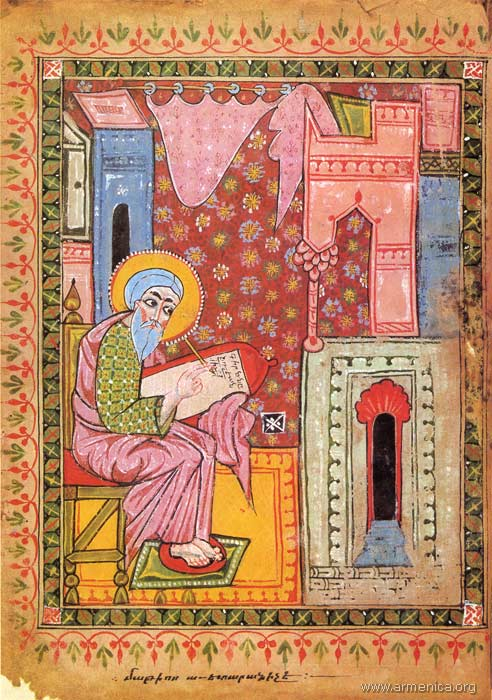
انجیل سده ۱۴ میلادی
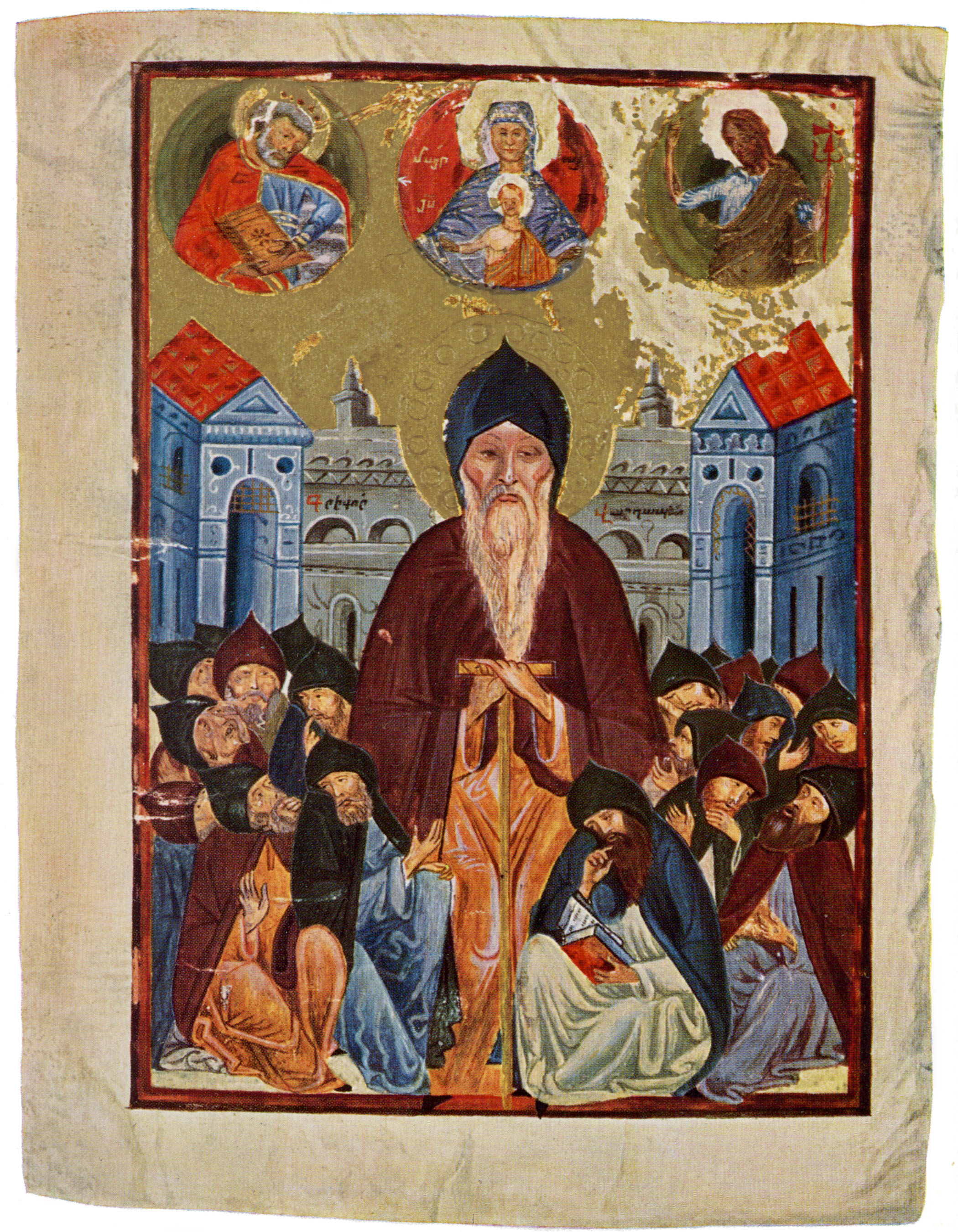
گریگور تاتواتسی،۱۴۴۹ میلادی
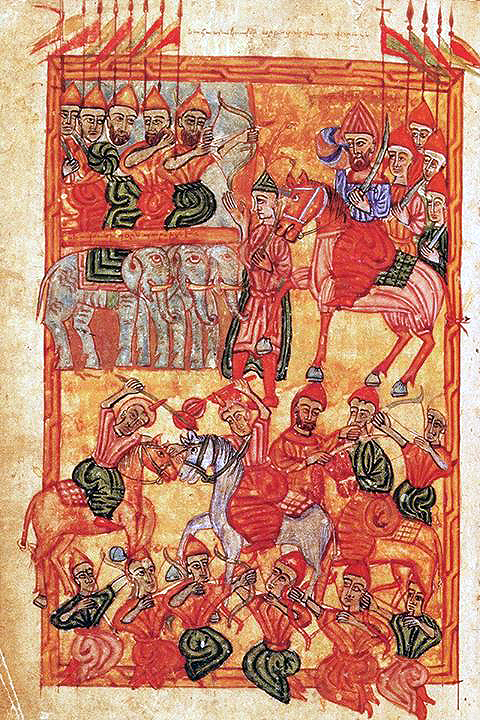
یغیشه وارداپت،۱۵۶۹ میلادی
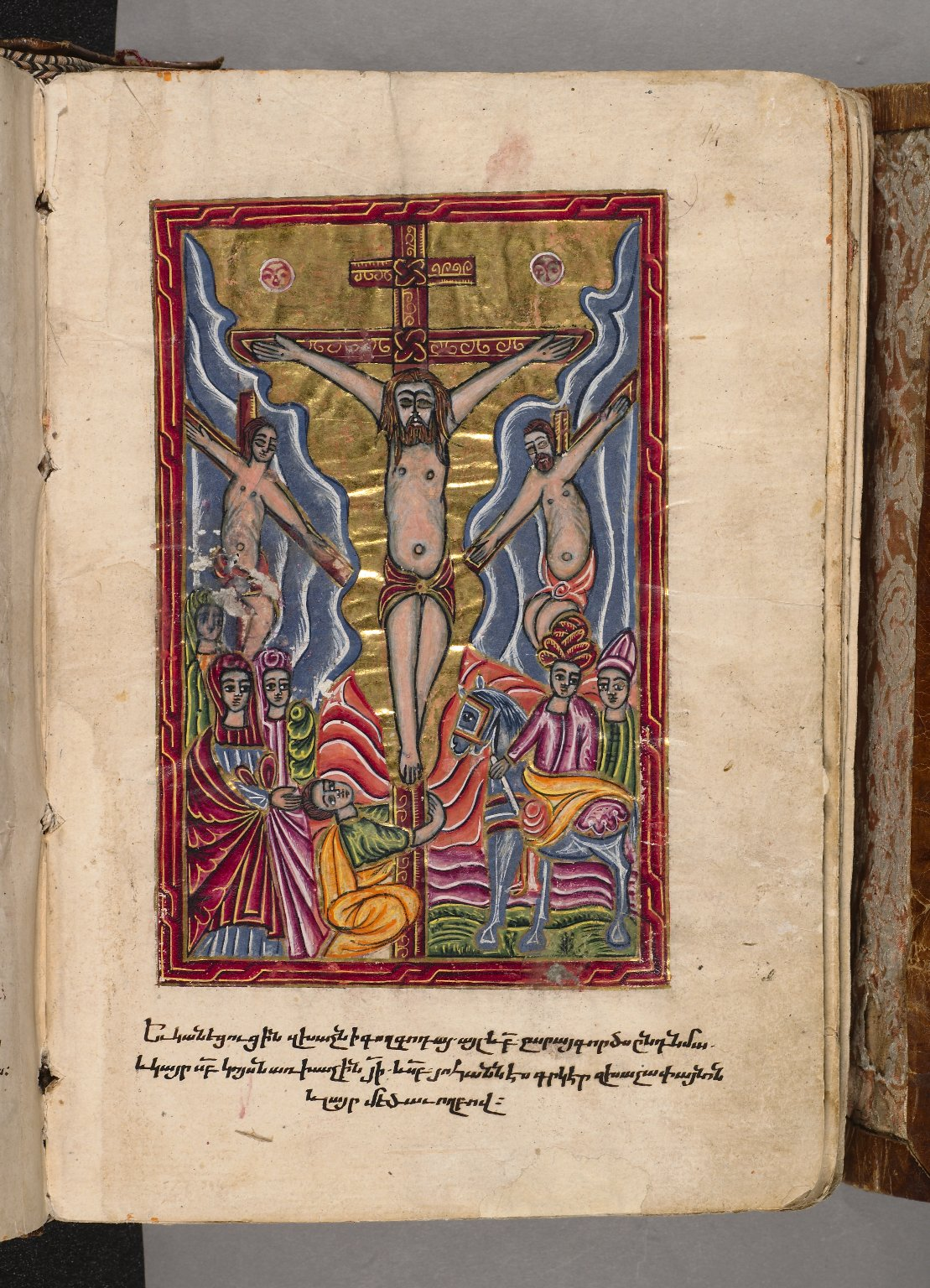
مصلوب شدن عیسی مسیح،انجیل ۱۶۰۹ میلادی
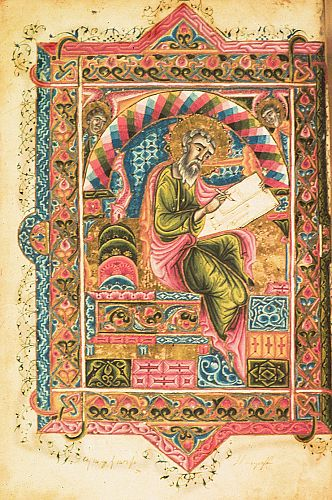
انجیل،موزه کلیسای وانک،۱۶۱۰ میلادی
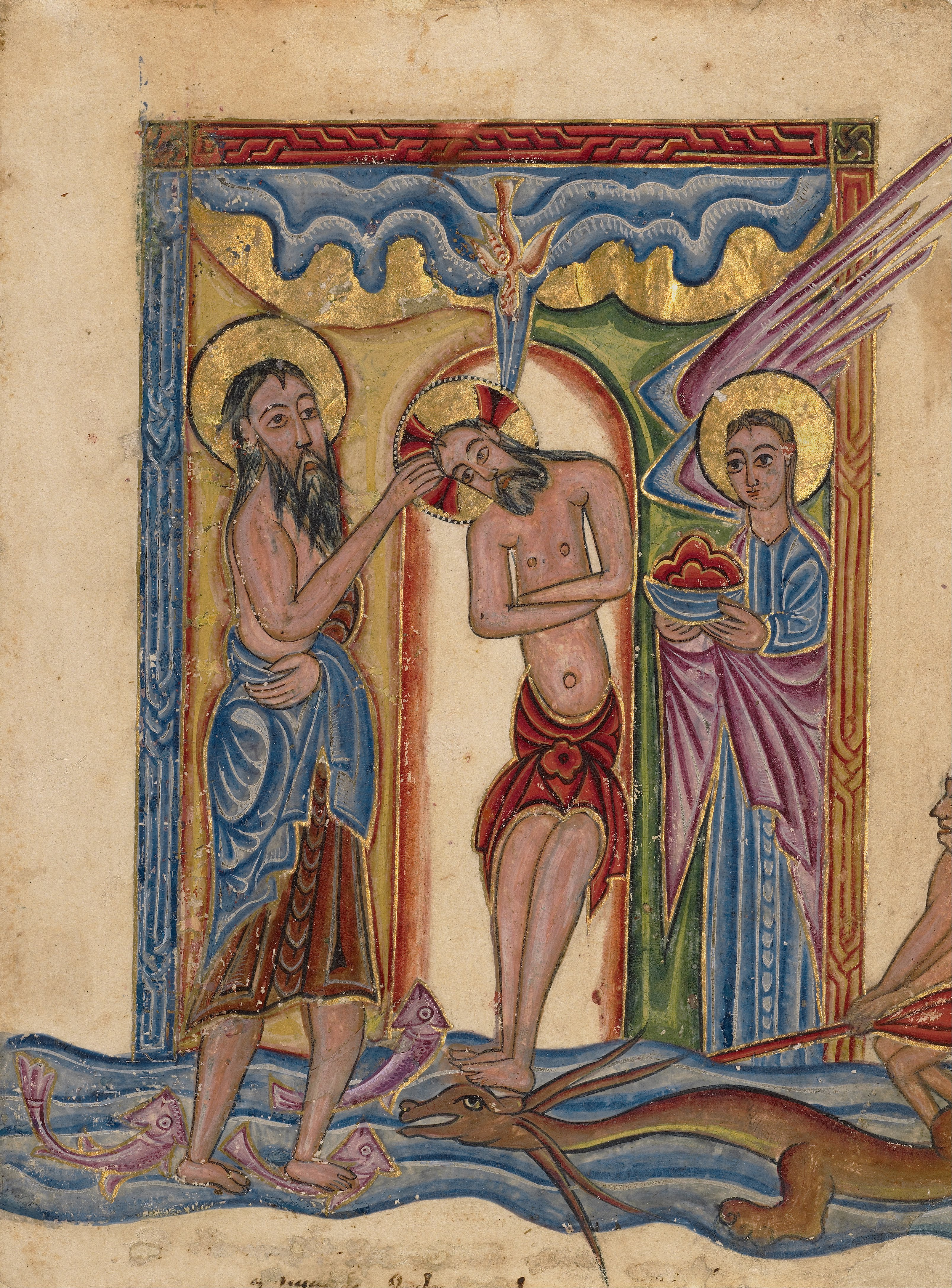
غسل تعمید مسیح اثر مسروپ خیزان،۱۶۱۵ میلادی
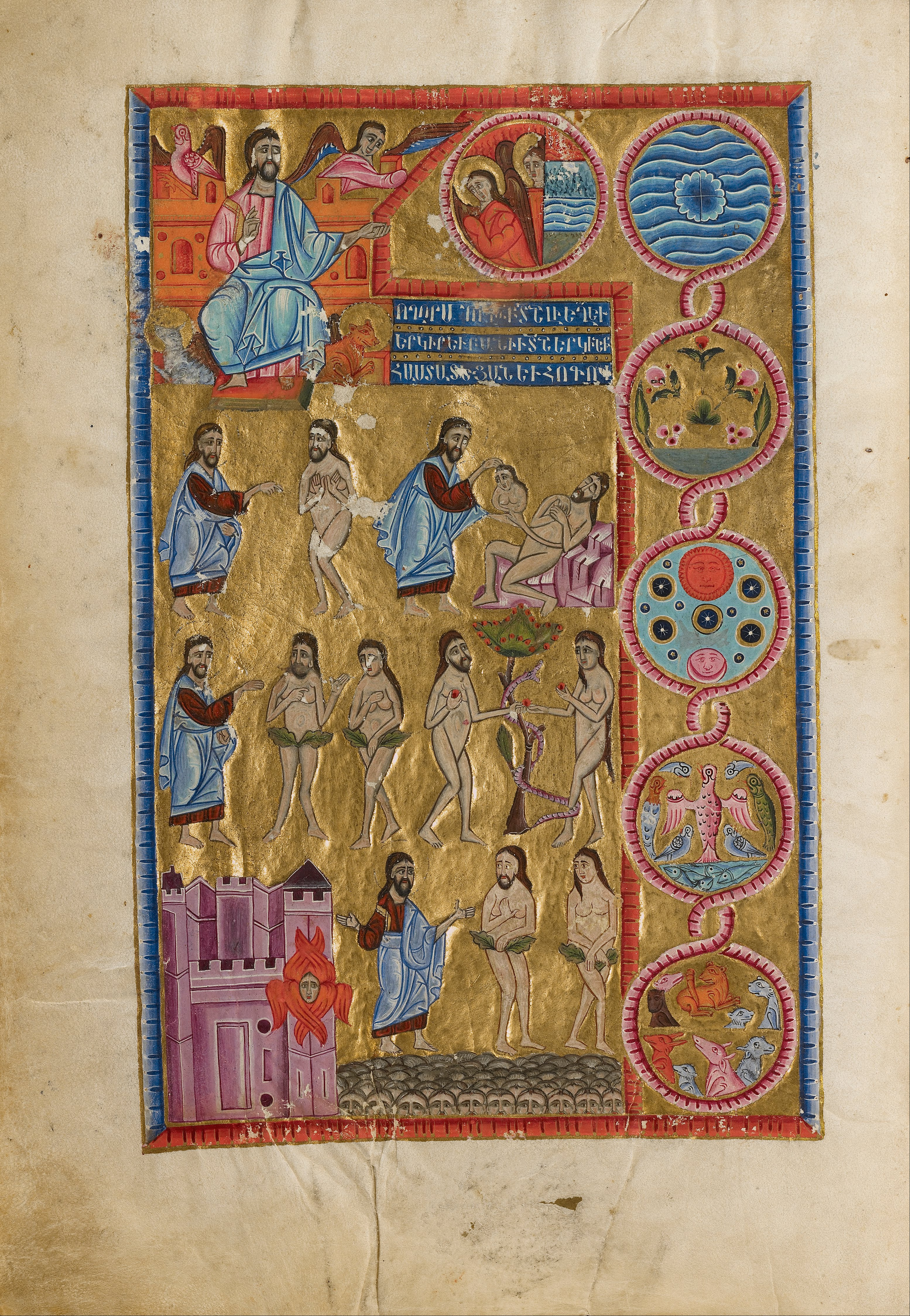
مینیاتور،۱۶۳۷-۱۶۳۸ میلادی